# Perkūnas
Perkunas (au lituanien Perkūnas), lettonien Pērkons, est le dieu balte Lettonien et lituanien du tonnerre et le dieu le plus important du panthéon balte. Dans les mythologies lituanienne et lettonne, il est aussi identifié comme le dieu de la pluie, des montagnes, des chênes et du ciel.

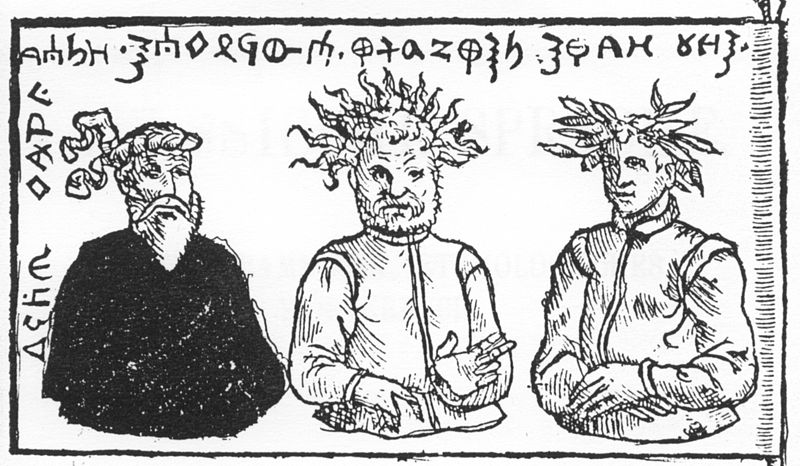
La trinité de Perkūnas, Potrimpo, et Pikulas a été introduite et popularisée par Simon Grunau.

## Étymologie
Le nom Perkūnas proviendrait de l'indo-européen *Perkwunos, nom d'un dieu de l'orage, apparenté à *perkwus, nom de foudre en *per-g-u- < *perh2-u- auquel on ajoute ensuite la formation -h2-no-.
D'autres significations ont été avancées : « chêne », « sapin » ou encore « montagne boisée »[réf. nécessaire]. Les noms Fjörgynn épithète d'Odin, et de Fjörgyn, mère de Thor, ont été proposés comme des mots apparentés.
On a également rapproché de terpikeranous, une épithète de Zeus qui signifie « qui aime la foudre ».
Le nom survit dans les langues baltes modernes : Perkūnas lituanien « tonnerre », perkūnija « orage », et dans le letton pērkons « tonnerre ».

## Mythologie

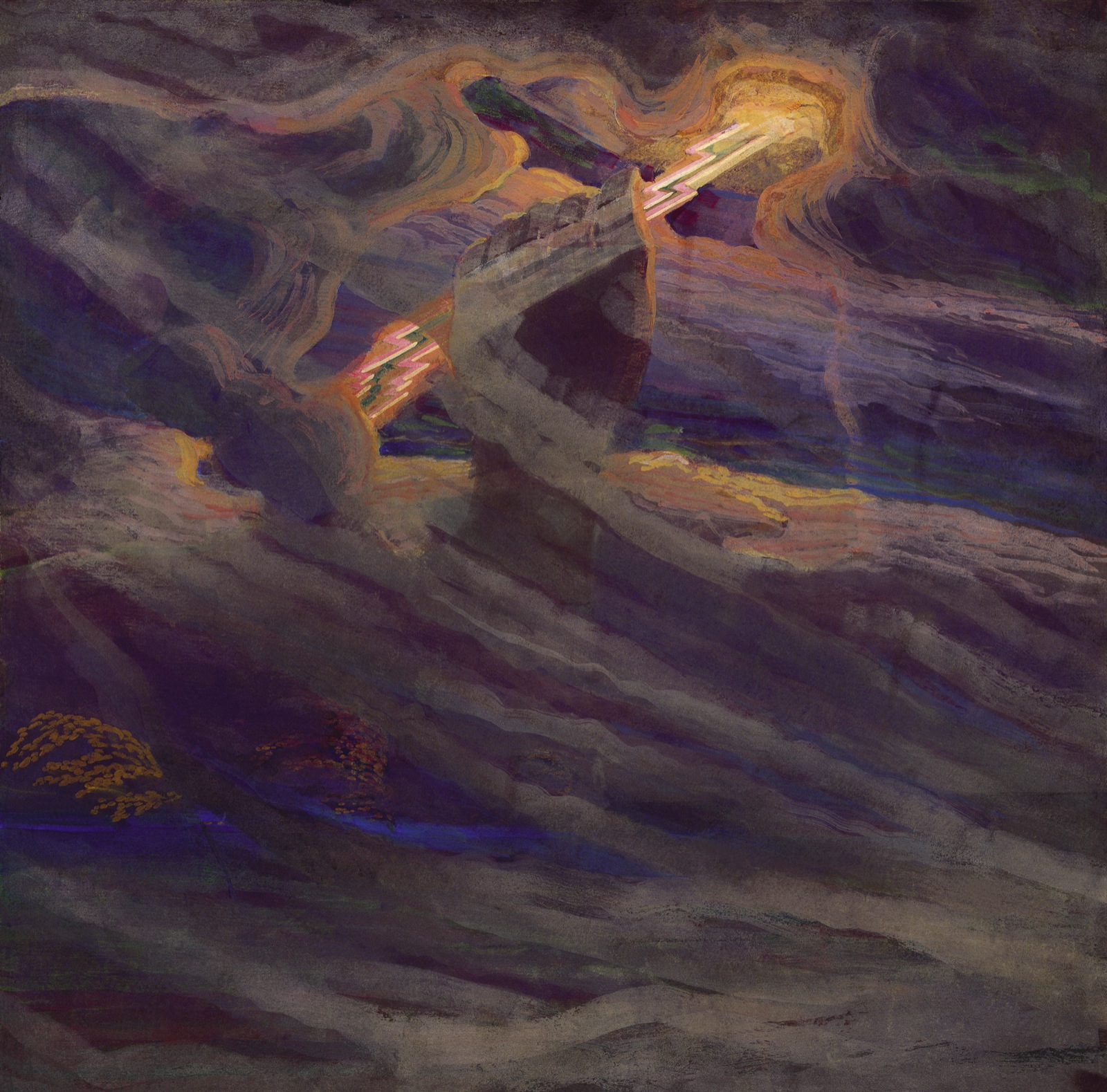
La Main de Perkūnas par Mikalojus Konstantinas Čiurlionis

Dans des chants, comme la daina lituanienne « le mariage du dieu Lune », parlant d'un « mariage celeste », Saulė ("la" Soleil) trompe Perkūnas avec Mėnulis ("le" Lune); Perkūnas tranche Mėnulis en deux avec une épée. Selon une autre version, plus populaire, Mėnulis trompe Saulė avec Aušrinė (l'étoile du matin) juste après son mariage et Perkūnas le punit. Toutefois, il ne retient pas la leçon et recommence l'adultère et est puni à nouveau chaque mois. D'autres versions affirment que ce mariage et cet adultère suivis d'une punition expliquent la raison pour laquelle le soleil brille le jour et la lune la nuit. Ils alternent, voulant tous deux voir leur fille, Žemyna (la Terre).
Une fonction importante de Perkūnas est de lutter contre Velnias (en letton jods, en lituanien velnias), dieu de l'enfer et de la mort dont l'image a probablement été affectée par le christianisme. Velnias aurait kidnappé la fiancée de Perkūnas, une Laumė ou bien Vaiva (l'Arc-en-Ciel), la veille de leur mariage qui devait avoir lieu un jeudi, et Perkūnas pourchasse Velnias depuis. D'autres versions parlent plutôt d'un vol de fécondité et de bétail à l'origine de la poursuite. Velnias se cache dans les arbres, sous les pierres, ou se transforme en divers animaux démoniaques : chat noir, chien, porc, chèvre, mouton, brochet, vache (à rapprocher des représentations lettones de jods comme une créature avec des sabots de vache) ou une personne. Le point culminant de la chasse de Perkūnas est un orage, à l'issue duquel il nettoie le sol des mauvais esprits et renvoie le bétail volé ou les armes à leurs propriétaires.

## Conte traditionnel
Perkūnas, sous le nom de Perkun, apparaît dans un conte lituanien recueilli par August Schleicher dans Litauische Märchen, Sprichworte, Rätsel und Lieder (Contes, proverbes, devinettes et chansons lituaniens, 1857). Le conte est intitulé en allemand Vom Zimmermann, Perkun und dem Teufel (Conte du charpentier, de Perkun et du diable).